# Тигрячі заповідники Індії
В Індії є 50 тигрячих заповідників, якими керує проект «Тигр», яким управляє Національне управління з охорони тигрів (НУОТ).
В Індії мешкає 80 відсотків тигрів у світі. У 2006 році було 1411 тигрів, які зросли до 1706 у 2010 році, 2226 у 2014 році та 2967 у 2018 році. Індійський приріст зіграв велику роль у стимулюванні глобальної популяції; кількість диких тигрів у всьому світі зросла з 3159 у 2010 році до 3890 у 2016 році за даними Всесвітнього фонду дикої природи та Глобального форуму тигрів.

## Цілі
71027,1 км² (27423,7 милі²) задекларованих запасів експлуатуються державними департаментами лісового господарства для забезпечення життєздатності популяцій бенгальських тигрів в Індії, що залежать від збереження. Тигри підтримуються для їхніх наукових, економічних, естетичних, культурних та екологічних цінностей та для збереження на всі часи біологічного значення як національної спадщини на благо, освіту та задоволення людей.

## Оцінка популяції
До 2018 року, за даними Національного управління з охорони тигрів, в Індії налічувалося лише 2967 тигрів. Національна Оцінка Тигрів 2010 року оцінила загальну популяцію тигрів в Індії у 1706. За даними Міністерства навколишнього середовища та лісів популяція тигрів в Індії у 2014 році становила 2226 осіб, зрісши на 30,5 % порівняно з оцінками 2010 року. Це вичерпне дослідження показало, що більш захищені місць існування тигра, особливо тигрячі заповідники, підтримують життєздатну популяцію. Однак площа, зайнята тиграми за межами заповідних територій, значно зменшилась. Це унаочнює необхідність екокоридорів для того, щоб тигри пересувалися між безпечними територіями. Існуючі тигрячі резервації становлять близько третини лісової площі з високою щільністю в Індії. У першому кварталі 2016 року було вбито більше тигрів, ніж за весь попередній рік. Це суттєве відкриття настає в той час, коли наукові кола обговорюють цифри переписів тигрів.  Деякі тигри приручаються і погано харчуються господарями.
У 2010-11 рр. Національне управління з охорони тигрів (НУОТ) у партнерстві з Індійським інститутом дикої природи (ІІДП) проведено незалежну оцінку ефективності управління (ОЕУ) 49 тигрячих заповідників у країні. Запаси були класифіковані за чотирма основними категоріями. У штаті Мадх'я-Прадеш найбільша кількість тигрів (526) у віковій групі старше 1,5 року, у якій понад 408 великих кішок. Інші штати зі значною популяцією включали Уттаракханд (442), Карнатака (524), Тамілнад (229), Махараштра (190), Ассам (167), Керала (136) та Уттар-Прадеш (117).

## Список тигрячих заповідників

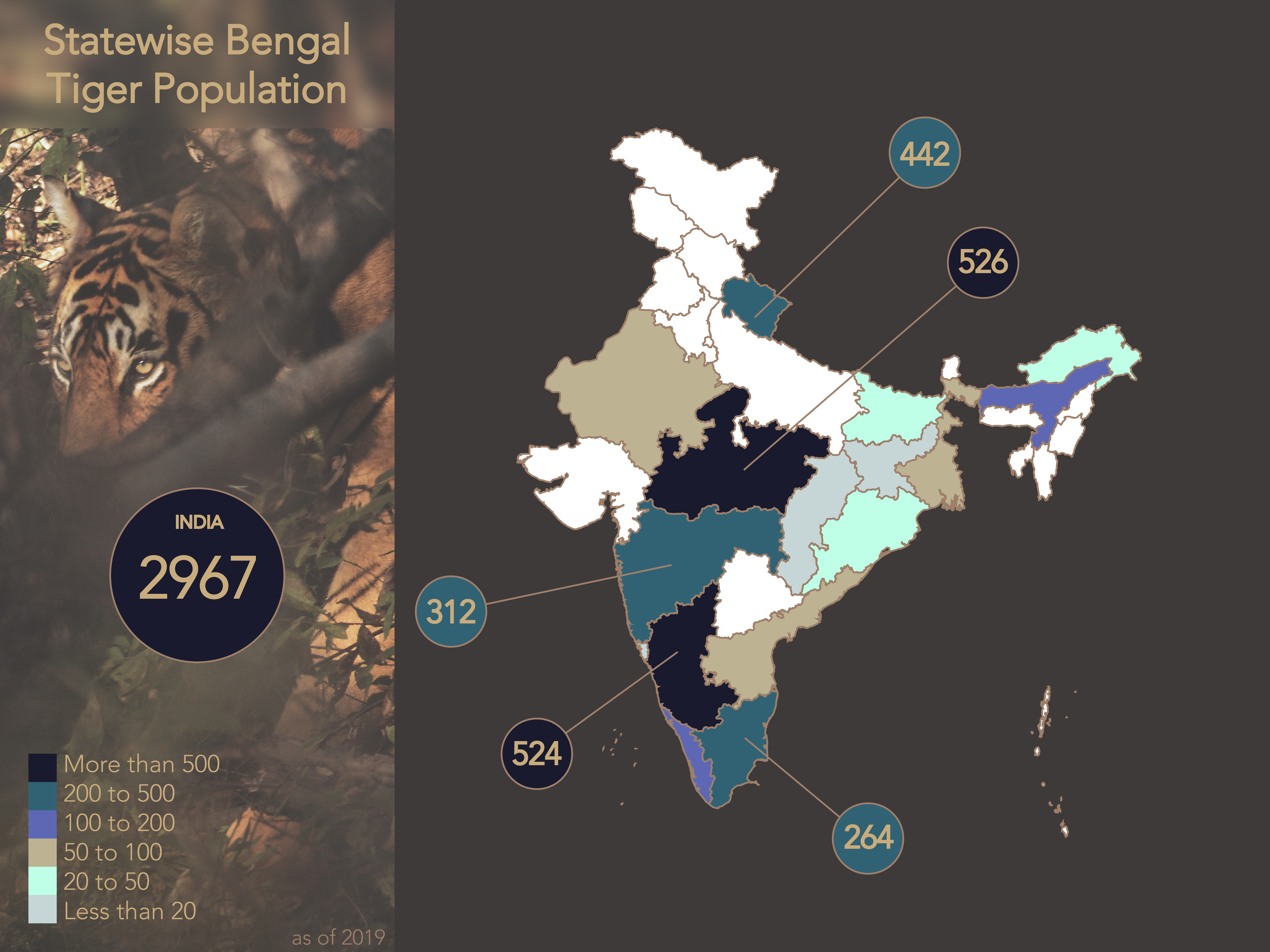
Популяція бенгальських тигрів, Індія, 2019

| №. | Тигрячий заповідник (Рік заснування)              | Штат            | Популяція тигрів, 2014 |
| -- | ------------------------------------------------- | --------------- | ---------------------- |
| 1  | Бандіпур (1973–74)                                | Карнатака       | 120                    |
| 2  | Корбет (1973–74)                                  | Уттаракханд     | 215                    |
| 3  | Канха (1973–74)                                   | Мадх'я-Прадеш   | 80                     |
| 4  | Манас (1973–74)                                   | Ассам           | 11                     |
| 5  | Мельгат (1973–74)                                 | Махараштра      | 25                     |
| 6  | Паламау (1973–74)                                 | Джхаркханд      | 3                      |
| 7  | Рантхамбор (1973–74)                              | Раджастхан      | 37                     |
| 8  | Симпліпал (1973–74)                               | Одіша           | 3                      |
| 9  | Сундарбан (1973–74)                               | Західний Бенгал | 68                     |
| 10 | Періяр (1978–79)                                  | Керала          | 20                     |
| 11 | Саріска (1978–79)                                 | Раджастан       | 9                      |
| 12 | Букса (1982–83)                                   | Західний Бенгал | 2                      |
| 13 | Індраваті (1982–83)                               | Чхаттісґарх     | 12                     |
| 14 | Намдафа (1982–83)                                 | Аруначал-Прадеш | 11                     |
| 15 | Дадхва (1987–88)                                  | Уттар-Прадеш    | 58                     |
| 16 | Калакад-Мюндантураї (1988–89)                     | Тамілнад        | 10                     |
| 17 | Вальмікі (1989–90)                                | Бігар           | 40                     |
| 18 | Пенч (1992–93)                                    | Мадх'я-Прадеш   | 43                     |
| 19 | Тадоба-Андгарі (1993–94)                          | Махараштра      | 51                     |
| 20 | Бандхавґарх (1993–94)                             | Мадх'я-Прадеш   | 63                     |
| 21 | Панна (1994–95)                                   | Мадх'я-Прадеш   | 17                     |
| 22 | Дампа (1994–95)                                   | Мізорам         | 3                      |
| 23 | Бгадра (1998–99)                                  | Карнатака       | 22                     |
| 24 | Пенч (1998–99)                                    | Махараштра      | 35                     |
| 25 | Пакке або Пахуї (1999—2000)                       | Аруначал-Прадеш | 7                      |
| 26 | Намері (1999—2000)                                | Ассам           | 5                      |
| 27 | Сатпура (1999—2000)                               | Мадх'я-Прадеш   | 26                     |
| 28 | Анамалай (2008–09)                                | Тамілнад        | 13                     |
| 29 | Уданті-Сітанаді (2008–09)                         | Чхаттісґарх     | 4                      |
| 30 | Саткосія (2008–09)                                | Одіша           | 3                      |
| 31 | Казіранґа (2008–09)                               | Ассам           | 103                    |
| 32 | Ачанакмар (2008–09)                               | Чхаттісґарх     | 11                     |
| 33 | Тигрячий заповідник Данделі-Анші (Калі) (2008–09) | Карнатака       | 5                      |
| 34 | Санджай-Дубрі (2008–09)                           | Мадх'я-Прадеш   | 8                      |
| 35 | Мудумулай (2008–09)                               | Тамілнад        | 89                     |
| 36 | Наґарголе (2008–09)                               | Карнатака       | 101                    |
| 37 | Парамбікулам (2008–09)                            | Керала          | 19                     |
| 38 | Саг'ядрі (2009–10)                                | Махараштра      | 7                      |
| 39 | Біліґірі Ранґанатха Темпле (2010–11)              | Карнатака       | 68                     |
| 40 | Кавал (2012–13)                                   | Теленґана       | -                      |
| 41 | Сатіяманґалам (2013–14)                           | Тамілнад        | 72                     |
| 42 | Мукандра Гілс (2013–14)                           | Раджастан       | -                      |
| 43 | Навеґаон-Наґзіра (2013–14)                        | Махараштра      | 7                      |
| 44 | Наґарджунсаґар Шрісайлам (1982–83)                | Андхра-Прадеш   | 74                     |
| 45 | Амрабад (2014)                                    | Телангана       | -                      |
| 46 | Пілібгіт (2014)                                   | Уттар-Прадеш    | 25                     |
| 47 | Бор (2014)                                        | Махараштра      | 5                      |
| 48 | Раджаджі (2015)                                   | Уттаркганд      | -                      |
| 49 | Оранґ (2016)                                      | Ассам           | -                      |
| 50 | Камланґ (2016)                                    | Аруначал-Прадеш | 1                      |

## Майбутнє
На додаток до існуючих заповідників, Національне управління з охорони тигрів надало принципове схвалення створення чотирьох нових тигрячих заповідників, серед яких: Тигрячий заповідник Ратапані (Мадх'я-Прадеш), Тигрячий заповідник Сунабеда (Одіша) та Ґуру Гасідас (Чхаттісґарх). Остаточне схвалення було надане Національному парку Кудремух (Карнатака) для оголошення тигрячим заповідником на рівні штату. Урядам штатів було рекомендовано направити пропозиції для оголошення в наступні території тигрячими заповідниками: (I) Сугевла (штат Уттар-Прадеш), (II) Заповідник Мгадей (Ґоа), (III) Шрівілліпутур Заповідник дикої природи Біла Білка/Заповідник дикої природи Меґамалай/Долина Варушанаду (Тамілнад), (IV) Заповідник дикої природи Дібанґ (Аруначал-Прадеш) та (V) Кавері—ММ Гілс (Карнатака).